# Žiar nad Hronom
 Ovo je glavno značenje pojma Žiar nad Hronom. Za druga značenja pogledajte Okrug Žiar nad Hronom.
Žiar nad Hronom (mađ. Garamszentkereszt, njem. Heiligenkreuz) je grad u Banskobistričkom kraju u središnjoj Slovačkoj, središte Okruga Žiar nad Hronom.

## Zemljopis
Žiar nad Hronom smijesti se na rijeci Hron, 40 km od Banske Bistrice i 170 km od Bratislave. 

## Povijest
Grad se prvi puta spominje 1075. u zapisima Benediktinaca. Prvo ime grada je bilo Cristur i spominje se 1237. Status grada dobio je 1246. Grad je do 1955. nosio nazi Svätý Križ nad Hronom kada je ime promijenjeno u Žiar nad Hronom.

## Stanovništvo
| Godina:     | 1993.  | 2003.   | 2013.   | 2023.    |
| ----------- | ------ | ------- | ------- | -------- |
| Broj ljudi: | 20 205 | 19 741  | 19 647  | 16 879   |
| Razlika:    |        | -2,29 % | -0,47 % | -14,08 % |

| Godina:     | 2022.  | 2023.   |
| ----------- | ------ | ------- |
| Broj ljudi: | 17 032 | 16 879  |
| Razlika:    |        | -0,89 % |

Po popisu stanovništa iz 2001. grad je imao 19.945 stanovnika.

### Etnički sastav
- Slovaci 94,27 %
- Romi 1,97 %
- Česi 0,95 %
- Mađari 0,69 %[6]

### Religija
- rimokatolici 62,07 %
- ateisti 25,54 %
- luterani 3,19 %[6]

## Poznate osobe
- Milan Škriniar, slovački nogometaš

## Gradovi prijatelji
Svitavy, Češka

## Vanjske poveznice
- Službena stranica grada